# Comarca da Limia
A Limia is een comarca van de Spaanse provincie Ourense, gelegen in de autonome regio Galicië. De hoofdstad is Xinzo de Limia, de oppervlakte 801,6 km² en het heeft 24.573 inwoners (2003).

## Gemeenten
Baltar, Os Blancos, Calvos de Randín, Porqueira, Rairiz de Veiga, Sandiás, Sarreaus, Trasmiras, Vilar de Barrio, Vilar de Santos en Xinzo de Limia.